# 広島歯科技術専門学校
広島歯科技工士専門学校（ひろしましかぎこうしせんもんがっこう、英称：Hiroshima dental technician college）は、広島県廿日市市佐方本町1丁目1番地にある専門学校。1972年（昭和47年）に学校法人山陽女学園が地域の歯科技工士を養成するため開校。

## 学科
- 歯科技工科

## 取得資格
- 歯科技工士免許

## 沿革
- 1929年（昭和4年） - 山陽高等女学校開校
- 1948年（昭和23年 - 学制改革により山陽高等女学校を山陽女子高等学校に移行
- 1963年（昭和38年 - 山陽女子短期大学開学
- 1968年（昭和43年） - 同短大附属幼稚園開設
- 1969年（昭和44年） - 広島医学技術専門学校開校
- 1972年（昭和47年） - 広島歯科技術専門学校開校
- 1977年（昭和52年） - 学校教育法に基づき、専修学校医療専門課程歯科技工士科として設置許可を受ける
- 1989年（平成元年） - 現校舎に移転 山陽看護専門学校開校
- 2001年（平成13年） - 山陽女学園中等部開校
- 2022年（令和4年） - 職業実践専門課程の認定を受ける
- 2023年（令和5年） - 広島歯科技工士専門学校に校名を変更

## 交通アクセス
- JR山陽本線　廿日市駅より徒歩10分
- 広島電鉄　山陽女学園前駅より徒歩2分
- 山陽女学園内

## 公式サイト
- 広島歯科技工士専門学校